# Ateneo Republicano de Valladolid
El Ateneo Republicano de Valladolid es una asociación vallisoletana que defiende un modelo de organización política del estado y forma de gobierno republicana. Promueve el advenimiento de la III República en España.

## Principios
La asociación, inspirada en los principios de fraternidad, igualdad y libertad así como en los de justicia, democracia y republicanismo defiende, entre otros, los derechos sociales y derechos económicos básicos, el estado laico, la recuperación de la memoria histórica y la reparación del daño a las víctimas de la Guerra civil española y de la represión política en España durante el franquismo.

## Actividades
El Ateneo Republicano de Valladolid realiza actividades de carácter cultural y político de forma autónoma o con el apoyo de otras instituciones y organizaciones de la ciudad de Valladolid. Promueve publicaciones de libros y revistas, manifiestos y declaraciones, convocatorias públicas así como un ciclo permanente de conferencias. Entre otros, han colaborado con el Ateneo impartiendo charlas, o presentando libros, autores y personalidades como Carlos Taibo, Antonio Gamoneda, Antoni Domènech, Luis Montes, Ian Gibson, Henri Peña-Ruiz, Armando Fernández Steinko, Daniel Raventós, Francisco Fernández Buey, Jorge Riechmann, Leo Bassi, Emilio Silva, Marcelino Flórez Miguel, Ignacio Zubiri Oria, José Antonio Martín Pallín, Juan María Terradillos Basoco, Bibiana Medialdea García, Juan Torres López, Carlos Lema Añón, Ana María Manero Salvador, Rafael Escudero Alday, Eduardo Garzón Espinosa, Adoración Reyes Guamán Hernández, Alejandro Quiroga Fernández de Soto, Antonio Remiro Brotóns, Isabel Elbal Sánchez, Margarita Martínez Escamilla.